# Рустано (Мачерата)
Рустано (итал. Rustano) насеље је у Италији у округу Мачерата, региону Марке.
Према процени из 2011. у насељу је живело 44 становника. Насеље се налази на надморској висини од 359 м.